# Stephan Schönwisner

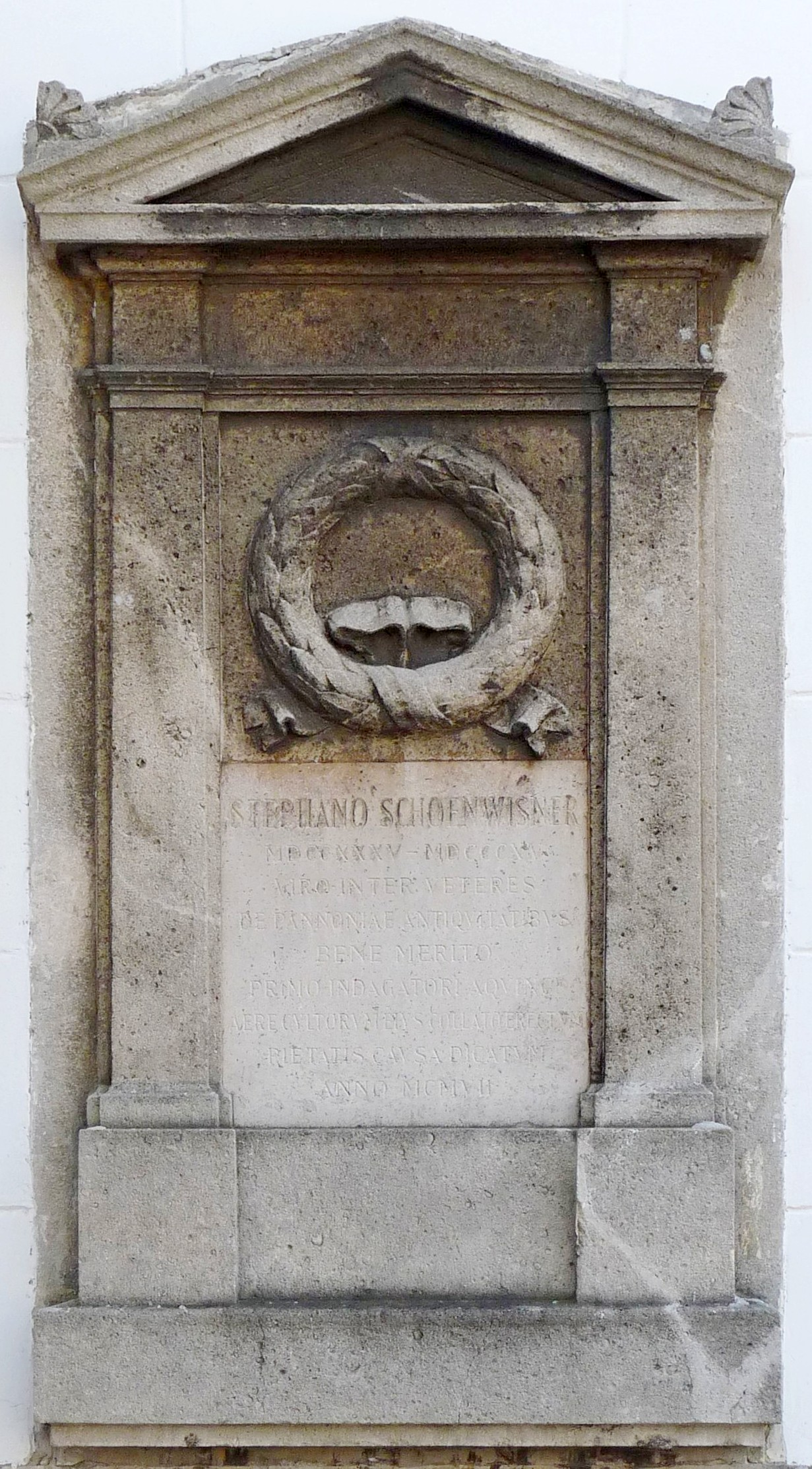
Targa commemorativa al Museo di Aquincum

Stephan Schönwisner (Eperjes, 1738 – Granvaradino, 1818) è stato un gesuita, storico, numismatico e studioso di antiquaria ungherese.

## Biografia
Nel 1756 entrò nella Compagnia di Gesù, compiendo gli studi di teologia a Nagyszombat. Nominato prefetto del collegio Teresianum di Vienna, dopo la soppressione dell'ordine (1773) si dedicò alla filosofia. 
Dal 1777 ricoprì la carica di vice-direttore della biblioteca universitaria di Buda. Nel 1780 divenne professore di antichità nell'ateneo di Buda. Nel 1794 fu scelto a dirigere la biblioteca universitaria. Dal 1802 ricoprì le cariche d'abate di Termova e di canonico di Granvaradino. 
Le sue opere in lingua latina e tedesca sono considerate i primi studi scientifici d'antiquaria in Ungheria. Particolarmente apprezzati sono i suoi saggi di numismatica e medaglistica. 
Il vescovo di Szombathely, Szily, gli commissionò una storia generale di Savaria-Szombathely, pubblicata a Pest nel 1791 in nove volumi col titolo di "Antiquitatum et historiae Sabariensis ab origine usque ad praesens tempus". 
Condusse nel paese i primi sistematici scavi archeologici, con i quali scoprì le rovine di Aquincum. 
Morì a Granvaradino nel 1818.

### Opere
- De ruderibus Laconici Caldariique Romani... Budae, 1778.
- Commentarius geographicus In Romanorum iter per Pannoniae... Budae, 1780.
- Antiquitatum et historiae Sabariensis ab origine usque ad praesens tempus. Pestini, 1791 (9 voll).
- Notitia Hungaricae rei numariae... Budae, 1801.
- Catalogus numorum Hungariae ac Transilvaniae Instituti Nationali Széchenyiani I–III. Pestini, 1810.